# Viken (sjö i Finland)
Viken är en sjö i Finland. Den ligger i Pargas stad i landskapet Egentliga Finland, i den sydvästra delen av landet, 190 km väster om huvudstaden Helsingfors. Viken ligger 16 meter över havet. Den ligger på ön Houtskär. Arean är 13,2 hektar och strandlinjen är 2,16 kilometer lång. Sjön  ingår i Södra Skärgårdshavets avrinningsområde. 